# CE-123
CE-123 es un análogo del modafinilo, el más investigado de una serie de derivados heterocíclicos estructuralmente relacionados. En estudios con animales, se descubrió que CE-123 mejora el rendimiento en las pruebas de aprendizaje y memoria de una manera consistente con un perfil de efecto nootrópico.